# Mister Mat
Mathieu Guillou, connu sous le nom de Mister Mat, est un auteur-compositeur-interprète et guitariste français né à Voiron en 1978. Il a entamé une carrière solo en 2019 après s'être produit durant treize années au sein du duo Mountain Men.

## Biographie
Mathieu Guillou est né à Voiron (Isère) en 1978 et passe son enfance dans cette ville. Très sportif, il joue au rugby au sein du Stade olympique voironnais.  Également musicien, il commence à se produire en 2005 en compagnie de l'harmoniciste australien Ian Giddey avec qui il forme le duo Mountain Men. Après treize années de collaboration, plusieurs albums et près de 700 concerts, il décide de suivre sa propre route. Doté d'une voix rauque et chaleureuse, il interprète ses propres compositions en s'accompagnant à la guitare acoustique. Il utilise un onglet pour jouer dans le fingerstyle des anciens bluesmen qu'il affectionne particulièrement.
En octobre 2019, il sort un premier EP comportant un duo avec la chanteuse Nathalie Loriot. Son premier album Désespérément optimiste, produit par Dominique Blanc-Francard et Gaëtan Roussel qui lui écrit trois titres paraît en 2020. Pour son deuxième album Du bonheur en retard, publié l'année suivante, il bénéficie de l'appui de Mickey 3D. En 2022, année de parution de son troisième album,  il participe à l'émission The Voice où il intègre l'équipe de Vianney avec qui il arrive en finale. Il coécrit avec ce dernier le titre Merci qui figure sur un nouvel EP sorti en 2023.
Il réside à Saint-Pierre-de-Chartreuse (Isère).

## Discographie

### Singles
- 2020  : Désespérément optimiste
- 2021  : Summer Wine en duo avec Annie Lalalove
- 2022  : Non, je ne regrette rien
- 2023  : Merci

### EP
- 2019  : Freedom
- 2020  : The Lockdown Sessions
- 2023  : Merci

### Albums
- 2020  : Désespérément optimiste
- 2021  : Du bonheur en retard
- 2022  : L'aventure continue …